# Hugo Duro
Hugo Duro Perales (Getafe, 10 november 1999) is een Spaans voetballer die doorgaans als aanvaller speelt. Hij verruilde Getafe in juli 2022 voor Valencia, dat hem in het voorgaande seizoen al huurde.

## Carrière
Duro speelde dertien jaar in de jeugdopleiding van Getafe. Hiervoor debuteerde hij op 24 oktober 2017 in het eerste elftal. Dat speelde die dag een wedstrijd in de Copa del Rey tegen Deportivo Alavés (0-1–verlies). Hij mocht in de 65e minuut invallen voor Chuli. Op 17 maart 2018 maakte hij tegen Real Sociedad ook zijn debuut in de Primera División. Duro werd in seizoen 2018/19 onderdeel van Getafe B, maar kreeg ook regelmatig speeltijd in het eerste elftal. Dat gebeurde ook in 2019/20, maar een doorbraak bleef uit.
Getafe verhuurde Duro in augustus 2020 voor een jaar aan Real Madrid. Dat bracht hem in eerste instantie onder in het tweede elftal, Real Madrid Castilla. Hij maakte op 20 februari 2021 zijn officiële debuut in het eerste elftal van Real Madrid, in een competitiewedstrijd tegen Real Valladolid (0–1-winst). Hij mocht toen in de 66e minuut invallen voor Mariano Díaz. Real Madrid maakte geen gebruik van een koopoptie, maar wilde Duro na 2020/21 wel nog een jaar huren. Dat wilde Getafe niet. Duro vertrok daarop in augustus 2021 op huurbasis naar Valencia. Zodoende verhuisde hij mee met voormalig Getafe-coach José Bordalás. Hij groeide hier wel uit tot vaste waarde in het eerste elftal. Duro verhuisde in juli 2022 definitief naar Valencia. Hij tekende hier voor vier seizoenen.

## Interlandcarrière
Duro speelde op 3 september 2020 met Spanje –21 een kwalificatiewedstrijd voor het EK –21 tegen Macedonië –21. Hij maakte die dag het enige doelpunt van de wedstrijd. Voor Duro bleef het zijn enige duel in een nationale jeugdselectie.